# 皇都南拳
皇都南拳，浙江拳術，為中國武術流派之一，2009年列入浙江省非物質文化遺產，屬於南拳一脈。

## 源流
在元朝建立初期，天下動盪，少林寺弟子陈赓避至浙江天台皇都村，為反抗蒙古人在當地傳下武功，讓鄉民可以习武自保，因此扁担、拼犀、板凳等生产農具也在拳术中被应用，並逐渐引入了舞狮、锣鼓、彩旗等。

## 介紹
皇都南拳在明朝時十分興盛，天台皇都村當地“家家习武、人人会武”，徒手套路包含西川拳、小洪拳、独脚蹾、五虎桩、雪山拳、宋江拳、醉拳、罗汉拳、嫦娥拳、猴拳、拼犀、操手拼、梅花桩等。器械套路則有长棒、双剑、双刀、樱枪、凳花、扁担等。

## 來源
1. ↑  叶耀辉. .   [2023-01-16]. （原始内容存档于2023-01-16） （中文（简体））.
2. ↑  陆芳; 尹炳炎. . 钱江晚报. 2014-03-30  [2023-01-16]. （原始内容存档于2023-01-16） （中文（简体））.